# Cristian Toala
Cristian Toala (9 de abril de 1990) es un deportista ecuatoriano que compite en judo. Ganó cuatro medallas en el Campeonato Panamericano de Judo entre los años 2012 y 2015.

## Palmarés internacional
| Campeonato Panamericano | Campeonato Panamericano | Campeonato Panamericano | Campeonato Panamericano |
| Año                     | Lugar                   | Medalla                 | Categoría               |
| ----------------------- | ----------------------- | ----------------------- | ----------------------- |
| 2012                    | Montreal (Canadá)       | Medalla de oro          | –55 kg                  |
| 2013                    | San José (Costa Rica)   | Medalla de bronce       | –55 kg                  |
| 2014                    | Guayaquil (Ecuador)     | Medalla de bronce       | –55 kg                  |
| 2015                    | Edmonton (Canadá)       | Medalla de plata        | –55 kg                  |